# 草莓玉黍螺
草莓玉黍螺（学名：Littoraria coccinea），是中腹足目玉黍螺科玉黍螺属的一种。形如圆锥，无水管沟，口盖为角质，其内侧无支持突起。主要分布于中国大陆、台湾，常栖息在潮间带。